# ウィリアム・フォーサイス・シャープ
ウィリアム・フォーサイス・シャープ（William Forsyth Sharpe、1934年6月16日 - ）は、アメリカ合衆国の経済学者。スタンフォード大学教授。1990年、ハリー・マーコウィッツと同種の研究「資産運用の安全性を高めるための一般理論形成」にてノーベル経済学賞を受賞。

## 略歴
- 1934年　マサチューセッツ州ボストンに生まれる。
- 父親は州兵（戦時には正規軍）であったため第二次世界大戦中転勤生活をする。
- 終戦によりカリフォルニア州リバーサイドに落ち着き、高校までリバーサイドで教育を受ける。
- 1951年　カリフォルニア大学バークレーで薬学を勉強しようとする。
- 1952年　カリフォルニア大学ロスアンゼルスで経営学を勉強することに変更する。
- 会計学に興味がわかず、経済学専攻に変える。
- 1955年　UCLA卒業。学士
- 1956年　UCLAで修士の学位を取得
- 1956年　ランド研究所に入る。
- 1961年　UCLAよりPh.D.を得る。
- 1961年　ワシントン大学で教える（Capital asset pricing modelの研究をする）。
- 1962年　『Journal of Finance』に論文を書く。
- 1968年　カリフォルニア大学アーバイン校で2年間働く。
- 1970年　スタンフォード大学に変わる。
- 1980年 マートン・ミラーの後を継ぐ形でアメリカ・ファイナンス学会の会長に就任。
- 1986年　Frank Russell Companyと提携する。
- 1989年　大学を退職し、名誉教授となる。
- 1990年にノーベル経済学賞を受賞。この年のノーベル経済学賞はアメリカ人ばかり3人（ハリー・マーコウィッツ、マートン・ミラー、ウィリアム・シャープ）が受賞するという過去最多の同時受賞となった。
- このほか、デポール大学（DePaul University）、アリカンテ大学（スペイン）、ウィーン大学などの名誉博士、UCLAメダルなどを受けている。

## 業績
- ハリー・マーコウィッツのポートフォリオ理論を簡略化・実用化させ、証券の最も効率的に分散されたポートフォリオを求める「資本資産価格モデル」（Capital Asset Pricing Model；CAPM）を構築した。
- （シャープ・レシオ）＝｛（ファンドの収益率）－（無リスク資産の収益率）｝／（ファンドの標準偏差）

## 文献
（日本語翻訳）
- 『投資家と市場――ポートファリオと価格はなぜ決まるのか』、川口有一郎監修、（社）不動産証券化協会不動産ファイナンス研究会訳、日経BP社、2008年

（原書）
Papers
- Sharpe, William F. (1963). "A Simplified Model for Portfolio Analysis". Management Science 9 (2): 277–93. doi:10.1287/mnsc.9.2.277.
- Sharpe, William F. (1964). "Capital Asset Prices - A Theory of Market Equilibrium Under Conditions of Risk". Journal of Finance XIX (3): 425–42. doi:10.2307/2977928. JSTOR 2977928.

Books
- Portfolio Theory and Capital Markets (McGraw-Hill, 1970 and 2000). ISBN 0071353208
- Asset Allocation Tools (Scientific Press, 1987)
- Fundamentals of Investments (with Gordon J. Alexander and Jeffrey Bailey, Prentice-Hall, 2000). ISBN 0132926172
- Investments (with Gordon J. Alexander and Jeffrey Bailey, Prentice-Hall, 1999). ISBN 0130101303
- Sharpe, William F. (2012). William F Sharpe: Selected Works. World Scientific-Nobel Laureate Series: Vol. 2. World Scientific. pp. 712. ISBN 978-981-4329-95-8.

## 関連事項
- 資本資産価格モデル
- リスクプレミアム
- 現代ポートフォリオ理論
- 投資信託
- 金融工学
- ポートフォリオ (金融)
- ポートフォリオ